# Hemigaster candidus
Hemigaster candidus Juel – gatunek grzybów należący do rodziny Hemigasteraceae'. 
Gatunek ten rozwija się w odchodach królików i świnek morskich. Dojrzałe owocniki mają 2-3 mm wysokości i średnicy, pojawiają się gromadnie.

## Systematyka i nazewnictwo
Pozycja w klasyfikacji według Index Fungorum: Hemigaster, Hemigasteraceae, Agaricales, Agaricomycetidae, Agaricomycetes, Agaricomycotina, Basidiomycota, Fungi.
Jest jedynym gatunkiem należącym do rodzaju Hemigaster Juel.